# Disa purpurascens
Disa purpurascens là một loài phong lan.